# América Pop
América Pop es un grupo de cumbia tropical de Bolivia. 

## Historia
América Pop nació en Viacha, del departamento de La Paz, cuando Bernardo Mamani se unió con Gastón Sosa para formar una agrupación para hacer música tropical.
El origen del nombre se debe al anhelo de llegar con su música a todos los sectores populares del continente americano, de ahí América Pop. La agrupación sacó sus primer EP en 1988 y en 1990 su primer disco de larga duración. Con su tercer lanzamiento, en 1992, el grupo se consolidó como uno de los más importantes de la cumbia romántica en Bolivia. En el disco de ese año, denominado Te conquistaré, se incluyó el sencillo "Sol negro". Años después lanzaron otro de sus sencillos más famosos: "Vuela mariposa", en 1998. Gracias a estos éxitos obtuvieron discos de oro y platino en Bolivia. Asimismo, tuvieron la oportunidad de salir de gira por varios países latinoamericanos, incluyendo Argentina, Perú y Chile. Igualmente, han compartido escenario con grandes de la cumbia como Ráfaga, Gilda o Sombras.
Si bien los integrantes han ido cambiando con el tiempo, durante la época más representativa del grupo el vocalista y compositor era Gastón Sosa, una figura fundamental de la cumbia boliviana.